# 井伊雅子
井伊 雅子（いい  まさこ）は、日本の経済学者。専門は、医療経済学・応用経済学。一橋大学教授。本名葛西 雅子。

## 略歴
東京都新宿区神楽坂出身。板橋区立常盤台小学校、板橋区立上板橋第一中学校、青山学院高等部を経て、国際基督教大学（ICU)教養学部卒業。国際基督教大学（ICU）を卒業後、ウィスコンシン大学マディソン校でPh.D.(Economics)を取得。ワシントンDCの世界銀行で働いた後、1995年から横浜国立大学経済学部、2004年から一橋大学、2005年より現職。医療経済学を専門とし、質と財政の両立を目指した医療制度構築（プライマリ・ケアのシステム）や不確実性の下の医療（情報と合理的意思決定の分析）などを研究テーマとしている。専門職大学院の教育として、理論と現実の政策の接点に重点をおいた講義を行っている。著書に 「アジアの医療保障制度」（東大出版・2009年）、「新医療経済学」（日本評論社、2019年）、「地域医療の経済学」（慶應義塾大学出版会、2024年）など。
略年譜
- 1986年　国際基督教大学教養学部社会学科 卒業
- 1993年12月　ウィスコンシン州立大学マディソン校経済学研究科経済学博士課程 修了(Ph.D., Economics)
- 1995年04月～2004年03月 横浜国立大学経済学部 助教授
- 2004年04月～2005年03月 一橋大学国際企業戦略研究科 教授
- 2005年04月～ 一橋大学国際・公共政策大学院 教授
- 2007年04月～ 地方分権改革推進委員会 委員[2]
- 2007年10月～ 統計委員会 委員[3]
- 2010年01月～2016年3月 東京大学公共政策大学院医療政策教育・研究ユニット客員教授
- 2013年06月～ 2019年6月　株式会社デサント社外取締役
- 2013年～ 政府税制調査会 委員[4]
- 2014年～ 2020年 日本学術会議 会員
- 2014年～ 東京都医療審議会 委員[5]
- 2015年03月～2024年02月 NHK経営委員[6]
- 2015年～2016年 財務省財務総合政策研究所医療・介護に関する研究会 座長
- 2016年06月～2022年6月 エムスリー株式会社 取締役[7]
- 2021年06月～ 三菱重工業株式会社 取締役[8]
- 2022年　国際基督教大学　第17回 Distinguished Alumni of the Year Award 受賞[9]
- 2023年～ 下級裁判所裁判官指名諮問委員会地域委員会（東京） 委員[10]
- 2024年6月〜　横浜市立大学　理事[11]
- 2024年4月　『地域医療の経済学』（慶應義塾大学出版会）を出版
- 2024年11月　上記が、第67回（2024年度）日経・経済図書文化賞受賞[12]
- 2024年12月　上記が、日本経済新聞「〈回顧 2024〉エコノミストが選ぶ 経済図書ベスト10」に選出[13]

## 近年の論文[14]
- The paradox of the COVID-19 pandemic: The impact on patient demand in Japanese hospitals（共著）Health Policy 126巻11号 1081-1089頁 2022年
- Are Japanese People Satisfied with Their Health Care System and Services? Empirical Evidence from Survey Data（共著）, Health Policy 123巻4号345-352頁 2019年
- Evolving Health Policy for Primary Care in the Asia Pacific Region（共著）, British Journal of General Practice 66巻647号e451-e453頁 2016年
- 「保健医療統計の陥穽〜国際比較をめぐって〜」『医療経済学会10周年記念誌　医療経済研究のこれまでとこれから』 医療経済学会 6-9頁 2016年
- 「医療サービスの質の向上と財政を両立する医療提供体制の在り方」『租税研究』 787巻17-49頁 2015年
- 「地域医療・介護の費用対効果分析に向けて」（編著）フィナンシャル・レビュー 123号 2015年
- 「日本のプライマリ・ケア制度の特徴と問題点」（共著）フィナンシャル・レビュー 123号6-63頁 2015年
- Supplier-Induced Demand for Chronic Disease Care in Japan: Multilevel Analysis of the Association between Physician Density and Physician-Patient Encounter Frequency（共著）, Value in Health Regional Issues 103-110頁 2015年
- 「プライマリ・ケア研究事始め-次世代の医療制度の研究-」ファイザーヘルスリサーチ振興財団20周年記念誌 56-63頁 2014年
- 「社会保障財政における番号制の活用と課題」（共著）『病院』 73巻6号440-444頁 2014年
- 「日本の患者は幸せか？【医療経済から見たプライマリ・ケアの重要性】」環 56巻174-185頁 2014年

- 「高齢者に必要な医療・介護とは？——国民健康保険データ分析からの提言——」（共著）,ECO-FORUM 29(2-3) 11-18頁 2014年
- "Protecting Our Lives through Healthcare Reform", Japan SPOTLIGHT Jan/Feb 2014 16-19頁 2014年